# Vernon (wieś)
Vernon – wieś w Stanach Zjednoczonych, w stanie Nowy Jork, w hrabstwie Oneida.